# イライクス・モリバ
- イライシュ・モリバ

イライクス・モリバ（Ilaix Moriba）こと、モリバ・クルマ・クルマ（Moriba Kourouma Kourouma, 2003年1月19日 - ）は、ギニア・コナクリ州コナクリ出身のサッカー選手。ヘタフェCF所属。ギニア代表。ポジションはMF。

## クラブ経歴
2003年にリベリア出身の父とギニア出身の母との間にコナクリで生まれ、幼少の頃にスペインに移住。2008年にRCDエスパニョールのカンテラに入所。2年後にFCバルセロナの育成組織 ｢ラ・マシア｣ に加入。2019年にプロ契約を締結し、傘下のFCバルセロナBに昇格。9月7日のセグンダ・ディビシオンBのSDエヘア戦でプロデビュー。2020年3月8日のUEリャゴステラ戦でプロ初ゴールを記録。
2020-21シーズンは2種登録でトップチームに昇格。2021年1月10日のグラナダCF戦で、初のトップチームメンバーに招集。27日のコパ・デル・レイのUEコルネジャ戦で先発で起用され、トップチームデビュー。後半24分まで出場。試合は0-0で延長戦までもつれ込んだものの、延長戦でウスマン・デンベレとマルティン・ブライトバイテがゴールを決め、2-0で勝利した。以降トップチームに定着し、リーグ戦14試合1ゴールを記録した。
2021年8月31日、RBライプツィヒへの移籍が発表され、5年契約を締結した。
しかし、ブンデスリーガでの適応を苦しみ、2022年に入ってからは早くも移籍の噂が浮上。結局1月28日にバレンシアCFに2021-22シーズン終了までのローン移籍でラ・リーガ復帰となった。
2024年1月8日、2023-24シーズン終了時までヘタフェCFへレンタル移籍をすることが決定した。

## 代表経歴
2019年にU-17のスペイン代表として2019 FIFA U-17ワールドカップに出場した。しかし、2021年8月に当時所属していたFCバルセロナのトップチームから抹消されたことで、スペイン代表入りを諦め、ギニア代表でのプレーを目指していると言われていた。
その後正式にギニア代表でプレーすることを選択。アフリカネイションズカップ2021のギニア代表に選出され、2022年1月3日にルワンダ代表との親善試合でギニア代表としてデビューした。

## タイトル

### クラブ
FCバルセロナ
- コパ・デル・レイ：1回 (2020ｰ21)